# 令戈错
33°50′N 88°35′E / 33.833°N 88.583°E
令戈错（藏語：གླིང་ཀོ་མཚོ，威利转写：gling ko mtsho，THL：Lingko Tso）位于中国西藏自治区北部那曲市尼玛县境内，地处尼玛县东部，强仁温杂日西南麓，湖面海拔5051米，面积89平方公里。湖水以冰雪融水径流和泉水补给为主。湖区属于高寒草原半干旱气候，年均气温-6℃，年降水量150～200毫米。